# José Manuel Barla
José Manuel Barla García (Cadice, 1º gennaio 1967) è un allenatore di calcio ed ex calciatore spagnolo, di ruolo centrocampista.

## Carriera

### Giocatore
Ha iniziato la carriera nel Cadice, la squadra della sua città natale, debuttando il 25 maggio 1985 nella Copa de la Liga 2ª División contro il Recreativo de Huelva, subentrando nel secondo tempo ad Antonio Amarillo. Nello stesso anno il club andaluso ottiene la promozione in massima serie in virtù del secondo posto ottenuto nella Segunda División.
Il 23 novembre 1986 Barla fa il suo esordio nella Primera División spagnola, contro lo Sporting Gijón, subentrando nel finale di gara a Juan Carlos Pedraza.
Crescendo Barla, si ritaglia uno spazio sempre maggiore nel Cadice, diventando uno dei titolari fissi della squadra a partire dal 1988.
Nel 1993 retrocede in Segunda División e nel 1994 lascia il Cadice per trasferirsi al Rayo Vallecano, sempre nel campionato cadetto. Ottiene la promozione in Liga e disputa altre due stagioni in massima serie, difendendo in entrambe le occasioni la categoria ai play-out.
Nel 1997, all'età di 30 anni, lascia il Rayo per fare ritorno al Cadice, che nel frattempo milita in Segunda División B. Chiude la carriera nel 2000. Complessivamente colleziona 343 partite ufficiali con la maglia del Cadice, delle quali 179 nella Liga spagnola.

### Allenatore
Nel 2015 allena il Real Avilés nella Segunda División B, arriva al club nel finale di stagione in sostituzione di Ismael Díaz.
Nel 2017 subentra a Ramón Tejada sulla panchina del Real Jaén per le ultime 9 giornate di campionato, in Segunda División B.